# 鸟岛近海地震
鸟岛近海地震（日语：鳥島近海地震）是指发生在日本伊豆诸岛鸟岛近海的地震。

## 概述
- 浅源地震：在鸟岛近海也时常发生的极浅源地震。这种地震即使震级低于6级也可能会引发海啸。科学家们通过使用长波近似技术模拟海啸传播,提出了圆形隆起的海啸波源模型(Satake and Kanamori，1991年[1]) ，其震源机制是地下浅部随岩浆渗入而发生的水力压裂(kanamori 等，1993),须美寿岛的环状断层(ekström，1994[3])的火山活动中，获得了CLVD 型的震源机制解。
- 深源地震：在鸟岛近海、小笠原诸岛西方海域、东海道南方海域等海域，经常发生深度350千米至500千米的深源地震，在距离震中较远的地方记录最大震度的异常震域现象。